# Vasile Milea
Vasile Milea (1 gener 1927 – 22 desembre 1989) era el ministre de defensa de Nicolae Ceaușescu durant la Revolució romanesa de 1989 i implicat en la fase de repressió militar i policial de la revolució que va causar la mort de 162 persones.

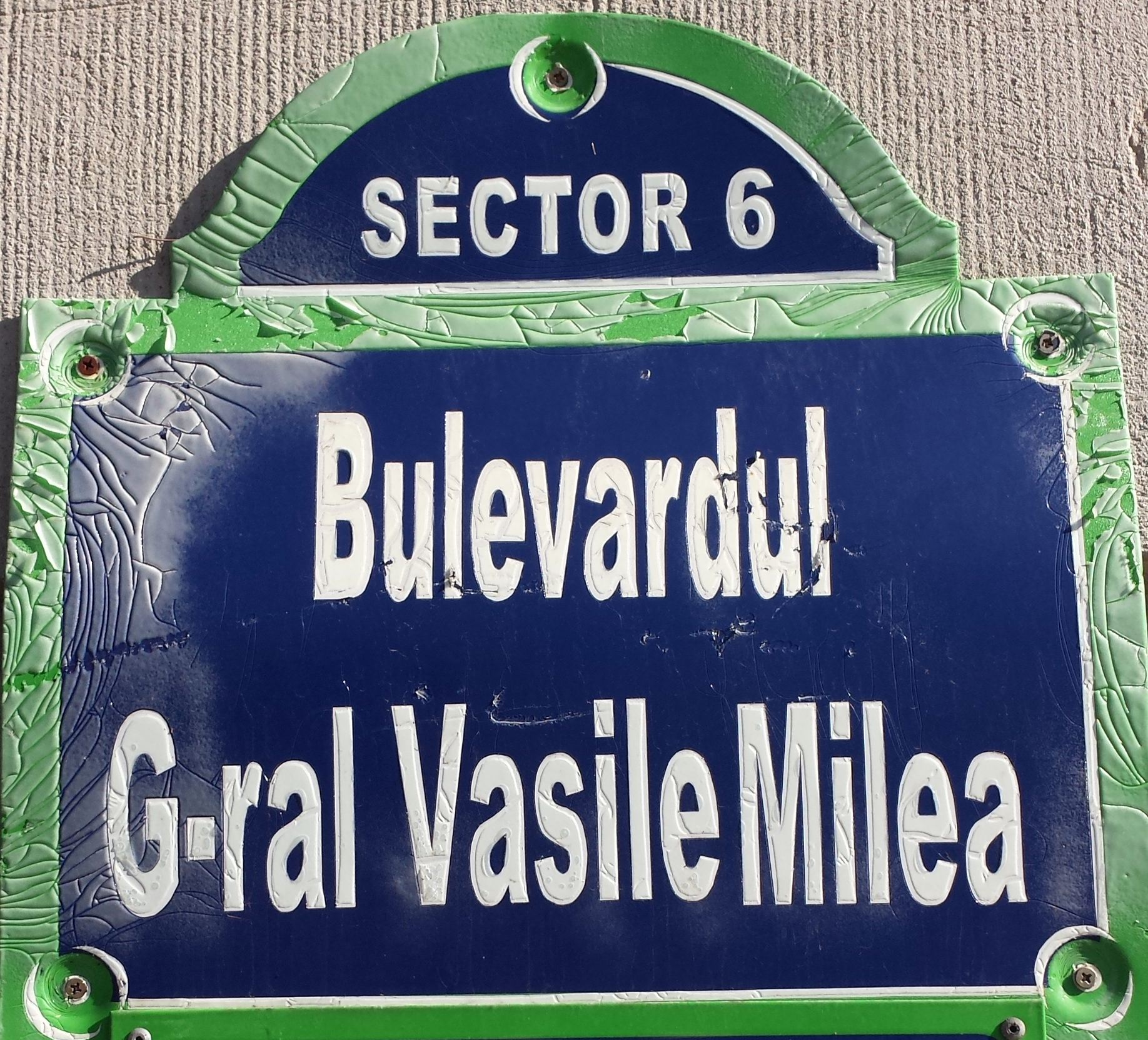
Bulevard General Vasile Milea, Bucarest, Sector 6

El 22 de desembre de 1989, Ceaușescu el va acomiadar per no ordenar als seus homes que disparessin contra els manifestants que havien ocupat els carrers de Bucarest un dia abans. Segons la versió oficial, Ceaușescu va considerar aquest fet un acte de traïció, i Milea se suïcidaria poc després. Tanmateix, diversos membres de la seva família afirmaven que fou assassinat sota les ordres de Ceaușescu. Milea es va mostrar clarament contrari a enviar tropes per reprimir la revolta de Timișoara sense munició. Independentment de la causa real de la seva mort, la desaparició de Milea va causar un canvi de posició en massa dels soldats romanesos en favor de la revolució, acabant així amb el règim comunista a Romania.
Un informe de 2005, després d'una recerca detallada incloent-hi una autòpsia, va concloure que Milea es va suïcidar amb l'arma d'un dels seus subordinats. S'ha suggerit que el seu objectiu era ferir-se lleument per a alliberar-se de qualsevol responsabilitat en aquell moment, però la bala va afectar una artèria i morí poc després.

## Treballs
- Vasile Milea, Victor Atanasiu, România în anii primului război mondial: caracterul drept, eliberator al participării României la război, vol. 2, Ed. Militară, Bucarest, 1987. OCLC 18616519